# Doug Jones (herec)
Doug Jones (* 24. května 1960 Indianapolis, Indiana) je americký herec.
Působil jako hadí muž, na konci 80. let 20. století se začal objevovat v televizi a filmu. Hrál např. ve filmech Batman se vrací (1992), Hokus pokus (1993), Pancéřová holka (1995), Mystery Men (1999), Adaptace (2002), Muži v černém 2 (2002), Doom (2005), Fantastická čtyřka a Silver Surfer (2007), Sousedská hlídka (2012) či Skryté zlo (2017). Od druhé poloviny 90. let často spolupracuje s režisérem Guillermem del Torem, který jej obsadil do svých snímků Mimic (1997), Hellboy (2004), Faunův labyrint (2006), Hellboy 2: Zlatá armáda (2008), Purpurový vrch (2015) a Tvář vody (2017). V televizi hostoval v epizodních rolích v množství seriálů, větší roli ztvárnil v seriálu Falling Skies (2013–2015). Od roku 2017 působí v seriálu Star Trek: Discovery, kde hraje Sarua. Tuto postavu ztvárnil i v seriálu Star Trek: Short Treks (2018).